# Анджела Ігл
Анджела Іґл (англ. Angela Eagle; нар. 17 лютого 1961, Брідлінгтон, Англія) — британська політична діячка-лейбористка. Член Палати громад від округу Wallasey з 1992 року.

## Життєпис
Працювала державним міністером в справах пенсій і старіння суспільства з червня 2009 по травень 2010 року. Іґл була обрана до тіньового уряду Еда Мілібенда у жовтні 2010 року і призначена головним секретарем тіньового Казначейства. 7 жовтня 2011 призначена тіньовим лідером Палати громад.
Здобула освіту у Сент-Джонс коледжі Оксфордського університету (ступінь бакалавра мистецтв з філософії, політики та економіки у 1983 році). Була головою Фабіанського товариства Оксфордського університету з 1980 по 1983. Якийсь час працювала в економічній дирекції Конфедерації британської промисловості (CBI) у 1984 році, перед початком роботи у Конфедерації охорони здоров'я співробітників (COHSE) пізніше цього ж року. Обрана секретарем Лейбористської партії у Пекамі (Саутерк, Лондон) у 1989 році.
У 1996 році була призначена Тоні Блером на посаду парламентського організатора опозиції й стала членом уряду Блера після загальних виборів 1997 року, як парламентський заступник Міністра охорони навколишнього середовища, транспорту і регіонів (перейшла до Міністерства соціального забезпечення у 1998 році). Після загальних виборів 2001 року стала молодшим міністром у Міністерстві внутрішніх справ, але залишила посаду у 2002 році. Повернулася до уряду Ґордона Брауна 29 червня 2007,як секретар Казначейства, наймолодший міністр у Казначействі. Підвищена до державного міністра у Міністерстві праці та пенсій у червні 2009.
Іґл була спільною переможницею у британському Шаховому чемпіонаті серед дівчат у віці до 18 у 1976 році.
Стала першою відкритою лесбійкою у британському парламенті, зробивши камінг-аут у вересні 1997 року в інтерв'ю The Observer. Морін Колаун, колишній член Палати громад від Лейбористської партії та лесбійка, не оголошувала свою сексуальність, поки працювала у парламенті. Іґл — перша депутат-лесбійка до Марго Джеймс, яка стала парламентарем у 2010 році.
У вересні 2008 року Ігл вступила у цивільне партнерство з Марією Ексол.
Її сестра-близнючка, Марія Іґл, стала членом Палати громад на загальних виборах у 1997 році. Таким чином, сестри Ігл стали першими близнюками, які є членами парламенту. Вони нині — єдина пара сестер у Палаті громад. Агджела Ігл є № 50 у списку «101 найвпливовіших геїв і лесбійок у Великій Британії (2009)» газети The Independent.